# Verwaltungsgemeinschaft Mitterfels
Die Verwaltungsgemeinschaft Mitterfels liegt im niederbayerischen Landkreis Straubing-Bogen und wird von folgenden Gemeinden gebildet:
1. Ascha, 1641 Einwohner, 19,56 km²
2. Falkenfels, 1058 Einwohner, 11,49 km²
3. Haselbach, 1945 Einwohner, 18,43 km²
4. Mitterfels, Markt, 2913 Einwohner, 14,22 km²

Sitz der 1978 gegründeten Verwaltungsgemeinschaft ist Mitterfels.